# Ștefan Manciulea
Ștefan Manciulea (n. 16 decembrie 1894, Straja, România – d. 12 iulie 1985, Blaj, Alba, România) a fost un profesor, geograf, istoric, istoric literar și preot greco-catolic român.

## Biografie
Urmează școala primară în satul natal, iar apoi cursul inferior la Gimnaziul Superior Român Unit din Blaj. Ca elev la Blaj, a luat contact cu Badea Cârțan, trimis cu cărți de Ioan Bianu de la București în mod clandestin, la canonicul Ioan Micu Moldovan. În mai 1913 a susținut examenul de maturitate, iar în august Consistoriul Mitropolitan din Blaj aprobă înscrierea ca stipendiat la Seminarul Teologic de 4 ani. După absolvire, în 1917, este numit docent confesional la școala primară din Hăpria, iar la 1 decembrie 1918, alături de dascălii, preoții și sătenii din satele din Podișul Secașelor, participă la Marea Adunare Națională de la Alba Iulia. În 1919 a obținut o bursă din partea Consiliului Dirigent pentru a se înscrie la Facultatea de Litere și Filosofie, secția istorie și geografie, a Universității din București, unde a urmat cursurile profesorilor Nicolae Iorga, Simion Mehedinți, Dimitrie Onciul, Vasile Pârvan ș.a. După absolvirea facultății, în 1921, a funcționat ca profesor secundar și director la Liceul „Moise Nicoară” din Arad, iar la începutul lui 1927 a fost hirotonisit preot și numit paroh greco-catolic la Straja.
În anul 1929 Consiliul Mitropolitan l-a detașat ca profesor de geografie la Liceul „Sfântul Vasile cel Mare” din Blaj, unde, începând din toamna lui 1937, a îndeplinit și funcția de director al Bibliotecii Arhidiecezane, iar din 1938, inspector secundar în Ținutul Mureș. În decembrie 1936 își susține teza de doctorat cu titlul Câmpia Tisei, avându-l conducător științific pe Simion Mehedinți, și obține titlul de doctor în geografie cu mențiunea „Summa cum laude“.
Pentru lucrarea Granița de vest a primit Premiul „Năsturel” al Academiei Române, iar în semn de prețuire Nicolae Iorga a tradus cartea și a publicat-o în limba franceză. Această carte-document a fost folosită de delegația română la Tratatele de pace de la Paris (1947), ca argumentație pentru fixarea graniței vestice a României.
La începutul perioadei comuniste, ajunge deținut politic și este condamnat la 7 ani de închisoare grea pentru „apartenență la biserica greco-catolică română și pentru publicarea de lucrări științifice ațâțătoare de ură rasială între naționalitățile conlocuitoare din țară”, fiind închis la Jilava, Aiud, Baia Sprie și Caransebeș. A fost eliberat în primăvara anului 1958, dar, în iunie 1961, organele de securitate îl anchetează din nou și îl condamnă, în mai 1962, la o detenție de 5 ani, sentință executată la Penitenciarul Gherla până la începutul anului 1964, când a beneficiat de amnistia generală.
A publicat lucrări de geografie, geopolitică și demografie istorică, de istorie modernă a Transilvaniei și de istoria culturii. Colaborează la publicațiile „Revista istorică”, „Buletinul Societății Regale Române de Geografie”, „Anuarul Institutului de Istorie Națională din Cluj”, „Revue de Transylvanie”, „Transilvania”, „Cultura Creștină”, „Lucrările Institutului de Geografie al Universității din CIuj” ș.a.

## Lucrări publicate
- Granița de vest, Blaj, Tipografia Seminarului Teologic, 1936; ediție de Valeriu Achim, Baia Mare, Editura Gutinul, 1994;
- Frontiera politică și etnică româno-maghiară, București, Editura „Universul”, 1938;
- Câmpia Tisei, București, Tipografiile Române Unite, 1939;
- Biblioteca Centrală din Blaj, Blaj, Tipografia Seminarului, 1939;
- Granița de Apus a românilor din Vechea Ungarie, Vălenii de Munte, Datina Românească, 1939 (extras din „Revista istorică”);
- La frontière Ouest de la Roumanie, București, Așezământul tipografic „Datina Românească”, 1940;
- Muzeul Blajului, Blaj, Tipografia Seminarului, 1940 (extras din „Cultura creștină”);
- Așezările românești din Ungaria și Transilvania în sec. XIV-XV, Blaj, 1941; ediție, studiu introductiv și note de Nicolae Edroiu, Cluj-Napoca, Editura Sarmis, 2001;
- Timotei Cipariu și Academia Română, Blaj, Tipografia Seminarului, 1941;
- Contribuții noi la viața și activitatea lui Timotei Cipariu, Blaj, Tipografia Seminarului, 1942;
- Timotei Cipariu. Început de autobiografie, Blaj, Tipografia Seminarului, [f.a.];
- Timotei Cipariu și Astra, Blaj, Tipografia Seminarului, 1943; ediție și prefață de Ion Buzași, Blaj, 2001;
- Activitatea politică a lui Timotei Cipariu, Blaj, Tipografia Seminarului, 1944;
- Elemente etnice streine așezate în Banat între anii 1000-1870, în Banatul de altădată. Studiu istoric, vol. I, Timișoara, Ed. Institutului Social Banat-Crișana, 1944;
- Câmpia Transilvaniei, București, Colecția „Țară și Neam”, 1944;
- Timotei Cipariu, Discursuri, ed. îngrijită, antologie și glosar, Cluj-Napoca, Ed. Dacia, 1984 (în colaborare cu Ion Buzași);
- Povestea unei vieți, ediție îngrijită de Ștefania Manciulea și Ion Buzași, Cluj-Napoca, Editura Clusium, 1995;
- Avram Iancu și Blajul, ediție de Nicolae Mocanu, Cluj-Napoca, Editura Clusium, 2000;
- Aici e pământul sfânt al Blajului, ediție și prefață de Ion Buzași, Blaj, Editura Buna Vestire, 2003;
- Timotei Cipariu, Contribuții monografice, Blaj, Centrul Cultural „Jacques Maritain”, 2005;
- Istoria Blajului – monografie istorică și culturală, Blaj, Editura Astra, 2001;
- Oamenii Blajului: Augustin Bunea, text îngrijit de Ion Buzași și Ion Moldovan, Blaj, Editura Buna Vestire, 2010.

## Premii
- Premiul „Năsturel” al Academiei Române (1936)
- Premiul „Asachi” al Academiei Române (1941)

## Afilieri
- Membru al Societății Regale de Geografie